# 요도밑열림증
요도밑열림증(hypospadias, 요도밑열림) 또는 요도하열(요도하열증)은 요도구멍이 남성에서의 정상적인 위치인 귀두 끝보다 아래에 위치한 성분화 이상이다. 보통은 귀두 내에 있지만, 극단적인 경우 음낭 가까이에 있기도 하다. 수술을 통해 제 위치에 요도구가 있도록 교정해준다.

## 같이 보기
- 남성의학과
- 안드로겐 무감응 증후군
- 디에틸스틸베스트롤의 선천 결함